# RTS (Serbia)
Radio-televizija Srbije (in serbo cirillico Радио-телевизија Србије) è l'azienda che gestisce la radio e televisione pubblica della Repubblica di Serbia. Produce e trasmette programmi di varietà, notizie, film, fiction, documentari e sport, attraverso la radio, la televisione terrestre e satellitare e internet. Dal luglio 2001 è membro dell'Unione europea di radiodiffusione. Nata col nome di Radio Televizija Beograd è il più grande network dell'ex Jugoslavia e dei Balcani. Ha anche delle sedi distaccate all'estero, tra cui una a Roma.

## Storia
Radio Beograd iniziò le trasmissioni nel 1929; nel 1956 fu creato il canale televisivo Televizija Beograd (TVB) che cominciò la programmazione con l'edizione del Dnevnik (Дневник), il telegiornale. Nel 1958 la radio e la TV furono unite in un'unica società. Durante gli anni sessanta il canale televisivo ebbe un fortissimo sviluppo, producendo e trasmettendo sit-com, documentari e quiz di alto livello. Il 31 dicembre 1970 iniziarono le programmazioni del secondo canale TV basato sul sistema PAL a colori. Nel 1976 fu eretta una nuova stazione di trasmissione in modulazione di ampiezza per la radio nella municipalità di Obrenovac a Belgrado, con una potenza di 2 000 kW.
Gli anni ottanta furono il momento di maggior espansione dell'emittente e tra i suoi collaboratori vi fu Daša Drndić, poi celebre scrittrice. Durante il governo di Slobodan Milošević, però, la Radio Televizija Beograd venne considerato un potente mezzo di propaganda e visse un periodo di declino. Centinaia tra giornalisti ed autori vennero allontanati dai loro posti perché non in linea con la posizione filogovernativa impostata dalla politica nazionale. Nel 1992, la RTB venne fusa con la Radio Televizija Novi Sad e la Radio Televizija Priština assumendo l'attuale denominazione: il controllo del governo si rafforzò perché gli organi direttivi delle tre emittenti vennero centralizzati. Il programma Dnevnik si trasformò da notiziario in potente strumento di diffusione delle idee del Partito socialista e di attacco frontale ad ogni tipo di opposizione.
Il 23 aprile 1999 le forze NATO bombardarono la sede della RTS uccidendo 16 persone. Nel 2002 il direttore generale Dragomir Milanović fu condannato a 10 anni di prigione per aver ordinato ai dipendenti di rimanere nel palazzo della TV nonostante si sapesse dell'imminente azione di guerra.
Finito il regime di Milošević, per un po' l'emittente fu chiamata Nova RTS per sottolineare un'inversione di rotta e una rinascita rispetto alla precedente gestione politica; iniziò una fase di rilancio che puntava soprattutto sul rinnovamento del notiziario Dnevnik che aveva perduto totalmente di credibilità sotto il precedente regime. Nel 2006 RTS divenne la televisione più seguita in Serbia. Nel 2008 c'è stata la maggior trasformazione del network, con la nascita di nuovi canali digitali e satellitari, inoltre quell'anno organizzò l'Eurovision Song Contest.

## Radio
La Radio Televizija Srbije ha 4 canali radiofonici:
- Radio Beograd 1, specializzata in programmi d'informazione, che offre anche intrattenimento, cultura e sport;
- Radio Beograd 2 e Radio Beograd 3 che offrono programmi culturali, di approfondimento sociale e religioso, documentari, e programmi di musica classica, tradizionale e jazz;
- Beograd 202 che trasmette nell'area di Belgrado e propone programmi d'intrattenimento musicale, principalmente dedicati al rock e al pop, trasmissioni di argomento culturale e politico, e notiziari locali.

## Televisione

Edizione del telegiornale Dnevnik 2

Ci sono 4 canali televisivi nel network RTS:
- RTS1 che offre numerose trasmissioni d'informazione e di dibattito politico, ma anche film e intrattenimento con diversi spettacoli e fiction autoprodotti,
- RTS2 che offre un contraltare tematico al primo canale più generalista. È specializzato in trasmissioni di carattere culturale e sportivo, ripropone vecchi film e sit-com prodotte dalla RTB ai tempi del grande sviluppo negli anni '60 e '70, è la principale vetrina degli eventi sportivi internazionali, trasmette le sedute del Parlamento serbo ed ha un proprio notiziario (Dnevnik 2).
- RTS Satelit che propone i più importanti programmi di RTS1 e 2 nonché le trasmissioni d'informazione ad uso della diaspora serba in tutto il mondo. Presente sul satellite Astra 1KR[3], copre l'Europa, l'America settentrionale e l'Oceania.
- RTS Digital che trasmette in alta definizione e propone programmi musicali e trasmette concerti, balletti e opere liriche.